# 落葉の宮
落葉の宮（おちばのみや）は、『源氏物語』に登場する架空の人物。
朱雀帝の第二皇女（女二宮）で、母は朱雀帝の更衣であった一条御息所。異母妹・女三宮を得られなかった柏木を哀れんだ父の致仕の大臣が朱雀院に嘆願し、柏木の正室として降嫁する（「若菜下」）。しかし依然女三宮に懸想する夫に省みられることはなく、妹の女三宮に比べると落葉のようにつまらない人だと蔑む歌を詠まれる（このため彼女は後世の読者により「落葉の宮」と呼ばれた）。
夫・柏木が女三宮との過ちの果てに早世し、その後、死の床で柏木に後事を託された親友・夕霧の訪問を度々受けるようになる（「柏木」）。そのうちに夕霧は物静かで奥ゆかしい彼女に思慕の念を抱くようになり、母御息所の死後、夕霧の手によって半ば強引に隠棲していた小野山荘から本邸の一条宮に移されて求婚され、初めは拒んだが結局は結婚を余儀なくされてしまう（「横笛」～「夕霧」）。
光源氏没後、六条院の北東の町に居を移し、夕霧の側室・藤典侍の産んだ六の君を養女に迎えた（「匂宮」）。宇治十帖では六の君が匂宮と婚儀を上げ、今は夕霧とも落ち着いた夫婦仲となって比較的幸福に暮らす様子が描かれている（「宿木」）。
なお、前述の通り、元々「落葉の宮」という呼び名は蔑称であることから、彼女のことを女二宮、もしくは他の女二宮と区別するため、朱雀院女二宮と呼ぶことも多い。